# Mesulergin
Mesulergin je psihoaktivni lek iz ergolinske hemijske klase koji deluje kao ligand na raznim serotoninskim i dopaminskim receptorima.
Ovo jedinjenje je bilo u kliničkim ispitivanjima za tretman Parkinsonove bolesti, međutim dalji razvoj je zaustavljen usled nepoželjnih histoloških abnormalnosti ustanovljenih u ispitivanjima na pacovima.

## Literatura
1. ↑  Closse A (1983). „[3H]-Mesulergine, a selective ligand for serotonin-2 receptors”. Life Sci. 32 (21): 2485—95. PMID 6855451. doi:10.1016/0024-3205(83)90375-2.
2. ↑  Markstein R (1983). „Mesulergine and its 1,20-N,N-bidemethylated metabolite interact directly with D1- and D2-receptors”. Eur. J. Pharmacol. 95 (1-2): 101—7. PMID 6230246. doi:10.1016/0014-2999(83)90272-8.
3. ↑  Dupont E, Mikkelsen B, Jakobsen J (1986). „Mesulergine in early Parkinson's disease: a double blind controlled trial”. J. Neurol. Neurosurg. Psychiatr. 49 (4): 390—5. PMC 1028763 . PMID 3517235. doi:10.1136/jnnp.49.4.390.

## Spoljašnje veze
- Mesulergine на 

|  | Molimo Vas, obratite pažnju na važno upozorenje u vezi sa temama iz oblasti medicine (zdravlja). |